# Yasuharu Oyama
Yasuharu Ōyama (大山 康晴) (13 mars 1923 - 26 juillet 1992) est un joueur professionnel de shogi japonais. Il a remporté de 80 titres parmi les plus prestigieux, record qui n'a été battu qu'en 2012 par Yoshiharu Habu ; il est en particulier Meijin honoraire, Jūdan honoraire (ja) , Ōi honoraire, Kisei honoraire et Ōshō honoraire. Il a également été président de la Fédération japonaise de Shogi de 1976 à 1989. Il totalise 1 433 parties gagnées en compétition officielle.
Oyama s'est également intéressé à d'autres jeux tels que le chu shogi, ainsi que le go, le mahjong, les échecs et le xiangqi ; il est par ailleurs le fondateur et le premier président de l'Association japonaise de Xiangqi.

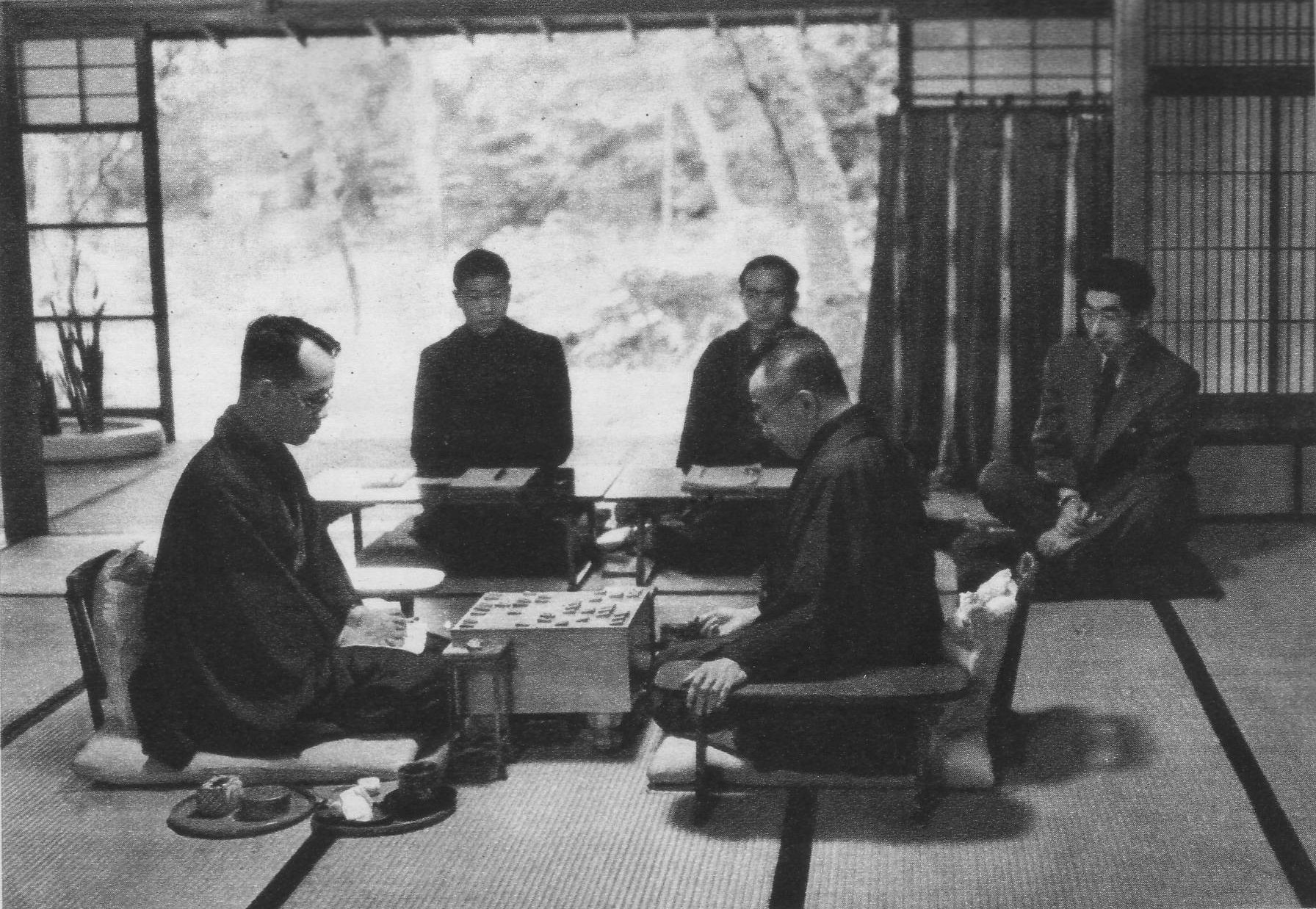
Yasuharu Ōyama (à gauche) contre Yoshio Kimura en 1952 sous le regard de Yasuhito Chichibu.

### Parties commentées
- (en) [vidéo] « Oyama - Masuda (22 avril 1958, finale du Meijin) », sur YouTube
- (en) [vidéo] « Hanamura - Oyama (10 septembre 1962, finale du Ōi) », sur YouTube
- (en) [vidéo] « Oyama - Masuda (30 avril 1971, finale du Meijin) », sur YouTube
- (en) [vidéo] « Oyama - Iino (14 avril 1978) », sur YouTube
- (en) [vidéo] « Oyama - Moriyasu (17 mai 1984) », sur YouTube
- (en) [vidéo] « Oyama - Kamiya (22 décembre 1987) », sur YouTube